# Centaurea spinosa
Centaurea spinosa ist eine Pflanzenart aus der Gattung der Flockenblumen (Centaurea) in der Familie der Korbblütler (Asteraceae).

## Merkmale
Centaurea spinosa ist ein Zwergstrauch, der Wuchshöhen von 20 bis 60 cm erreicht. Der Kugelbusch ist reich verzweigt und hat dornige Äste. Die Blätter sind angedrückt filzig und verkahlen manchmal. Blätter am Grund diesjähriger Triebe sind lanzettlich bis spatelig oder leierförmig und ganzrandig oder gekerbt. Mittlere Blätter sind ein- bis zweifach fiederteilig und haben wenige, entfernte lineale Abschnitte, obere sind lineal. Die Hülle misst 8 bis 12 × 2,5 bis 4 Millimeter. Die Blüten sind hellrosa oder weiß. Der Pappus fehlt.
Die Blütezeit reicht von Juni bis Juli.
Die Chromosomenzahl beträgt 2n = 36.

## Vorkommen
Centaurea spinosa kommt in der Ägäis auf griechischen und türkischen Inseln vor, außerdem in Griechenland, in Kreta und in der europäischen und asiatischen Türkei. Auf Kreta wächst die Art an der Nordküste in Küstenphrygana an Sandküsten, seltener kommt sie auch weiter landeinwärts vor. Die kretischen Bestände gingen durch touristische Erschließungen stark zurück und sind bedroht.